# Bruce Botnick
Bruce Botnick (né en 1945) est un ingénieur du son et un producteur américain connu surtout pour son travail avec The Doors et Love. Il a mixé les deux premiers albums de Love, et coproduit leur troisième album (Forever Changes) avec le chanteur et compositeur du groupe, Arthur Lee.
En novembre 1970 il produit L.A. Woman -le dernier album des Doors avant la mort de Jim Morrison- après que le groupe se soit brouillé avec Paul A. Rothchild producteur des Doors depuis leur début.
Botnick a eu une longue période de collaboration avec Jerry Goldsmith en tant qu'ingénieur du son. Botnick a rencontré pour la première fois Goldsmith lors du film Star Trek de 1979, et ils travaillèrent tous deux sur plus de 100 films jusqu'à la mort de Goldsmith en 2004.

## Sources
- (en) Cet article est partiellement ou en totalité issu de l’article de Wikipédia en anglais intitulé « Bruce Botnick » (voir la liste des auteurs).